# Adamov
Adamov je tvornički grad u češkoj pokrajini Južnoj Moravskoj. Treći je najveći grad distrikta Blansko. Nalazi se na poznatom Moravskom kršu.

## Znamenitostima
- u gradu je crkva Svete Barbare iz 1857. godine. U crkvi je stari oltar (Světelský oltář) iz austrijskog Zwettla.
- dvorac iz 18. stoljeća.
- Skalní sklep - hotel iz kraja 18. stoljeća.
- Stara peć ili Františkanina peć iz 1746. godine.
- Alexandrova osmatračnica iz 1887. godine.
- dvorci Novi dvorac, Stari dvorac i Ronov.
- Lesnický slavín - datoteke spomenika i izvora

## Vanjske poveznice
- Službena stranica (češ.)